# Tapir czaprakowy
Tapir czaprakowy, tapir malajski, tapir czaprakowaty (Tapirus indicus) – gatunek ssaka nieparzystokopytnego z rodziny tapirowatych (Tapiridae). Występuje w Azji Południowo-Wschodniej. Duży roślinożerny ssak o krępej sylwetce, długości ciała dochodzącej do około 310 cm i czarno-białym kolorze futra. Zamieszkuje tropikalne lasy pierwotne jak i wtórne. Według IUCN jest zagrożony wyginięciem.

## Taksonomia
Gatunek po raz pierwszy zgodnie z zasadami nazewnictwa binominalnego opisał w 1819 roku francuski zoolog Anselme Gaëtan Desmarest, nadając mu nazwę Tapirus indicus. Holotyp pochodził z Półwyspu Malajskiego (Desmarest w oryginale podał fr. ...la presqu’ile de Malacca „...Półwysep Malakka”). Na holotyp składały się czaszka i skóra zebrane przez Pierre’a-Médarda Diarda i wysłane do Muzeum Historii Naturalnej w Paryżu; obecnie niezachowany.
Tapir czaprakowy umieszczany jest w rodzaju Tapirus, ale ze względu na duże różnice genetyczne między A. indicus a innymi tapirami, niektóre ujęcia zaliczają go do monotypowego współcześnie rodzaju Acrocodia. Całkowicie czarna forma z Sumatry, która została nazwana brevetianus na podstawie dwóch osobników, nie jest obecnie uznawana za odrębną. Analiza filogenetyczna oparta na mitochondrialnym genie COII wykazała, że T. indicus oddzielił się od neotropikalnych tapirów od 21 do 25 milionów lat temu. Natomiast Ruiz-García i współpracownicy w 2012 roku wykorzystując w analizie gen cytochromu b, stwierdzili, że trzy amerykańskie tapiry faktycznie tworzą klad w stosunku do tapira czaprakowego, sugerując że najlepszy jest podział między Tapirus terrestris i Tapirus pinchaque na 3 miliony lat temu, a między kladem azjatyckim i amerykańskim na 18 milionów lat temu. Autorzy Illustrated Checklist of the Mammals of the World uznają ten gatunek za monotypowy.

### Etymologia
- Acrocodia: gr. ακρος akros „najwyższy”, od ακη akē „punkt”; κωδεια kōdeia „głowa”[32].
- indicus: łac. Indicus „indyjski”, od India „Indie”[33].

## Zasięg występowania
Tapir czaprakowy występuje w dwóch odrębnych i odizolowanych populacjach – jedna na kontynencie w południowo-wschodniej Azji w Mjanmie (na południe od 18° szerokości geograficznej północnej), Tajlandii (wzdłuż zachodniej granicy i na półwyspowej części na południe do granicy z Malezją oraz w rezerwacie dzikiej przyrody Thung Yai-Huai Kha Kheng na północy) i na Półwyspie Malajskim, a druga w środkowej i południowej części Sumatry w Indonezji. 
Tapir czaprakowy został również wymieniony jako występujący w południowej Kambodży i prawdopodobnie w południowym Wietnamie. W 1944 roku został zgłoszony z dystryktu Hongquan, we wschodniej Kochinchinie, w dzisiejszym Wietnamie, a z 1902 roku pochodzi autentycznie brzmiący zapis z dzisiejszego Laosu – przyjmuje się, że we wszystkich trzech krajach już wyginął. Jednak dalsze badania tych historycznych zapisów oraz innych obserwacji z Laosu, Wietnamu, Kambodży, północnej Tajlandii, a nawet południowej Chińskiej Republiki Ludowej nie wykazały żadnych przekonujących dowodów na ich poparcie. W publikacji z 2009 roku podano, że tapiry czaprakowe istniały do niedawna w Sabah (Borneo) i zasugerowano, że reintrodukcja tego gatunku do Sabah powinna być rozważona w przyszłości.

## Morfologia

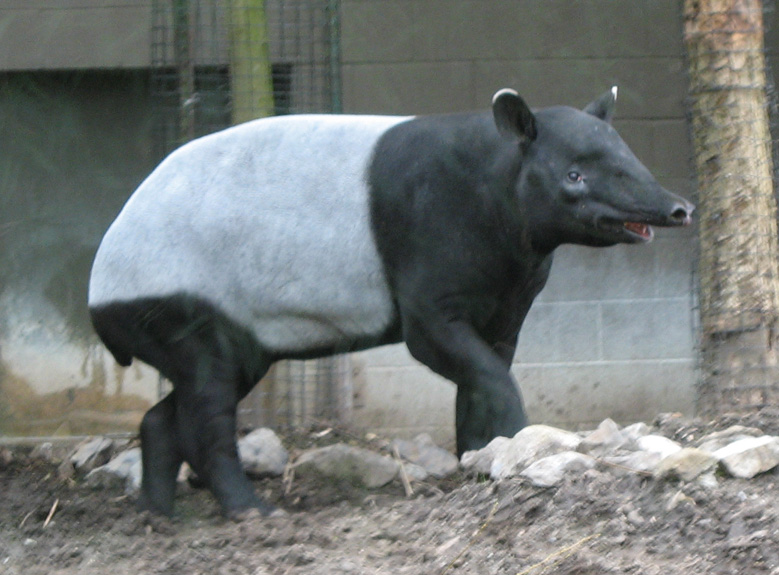
Ubarwienie futra dorosłego tapira czaprakowego

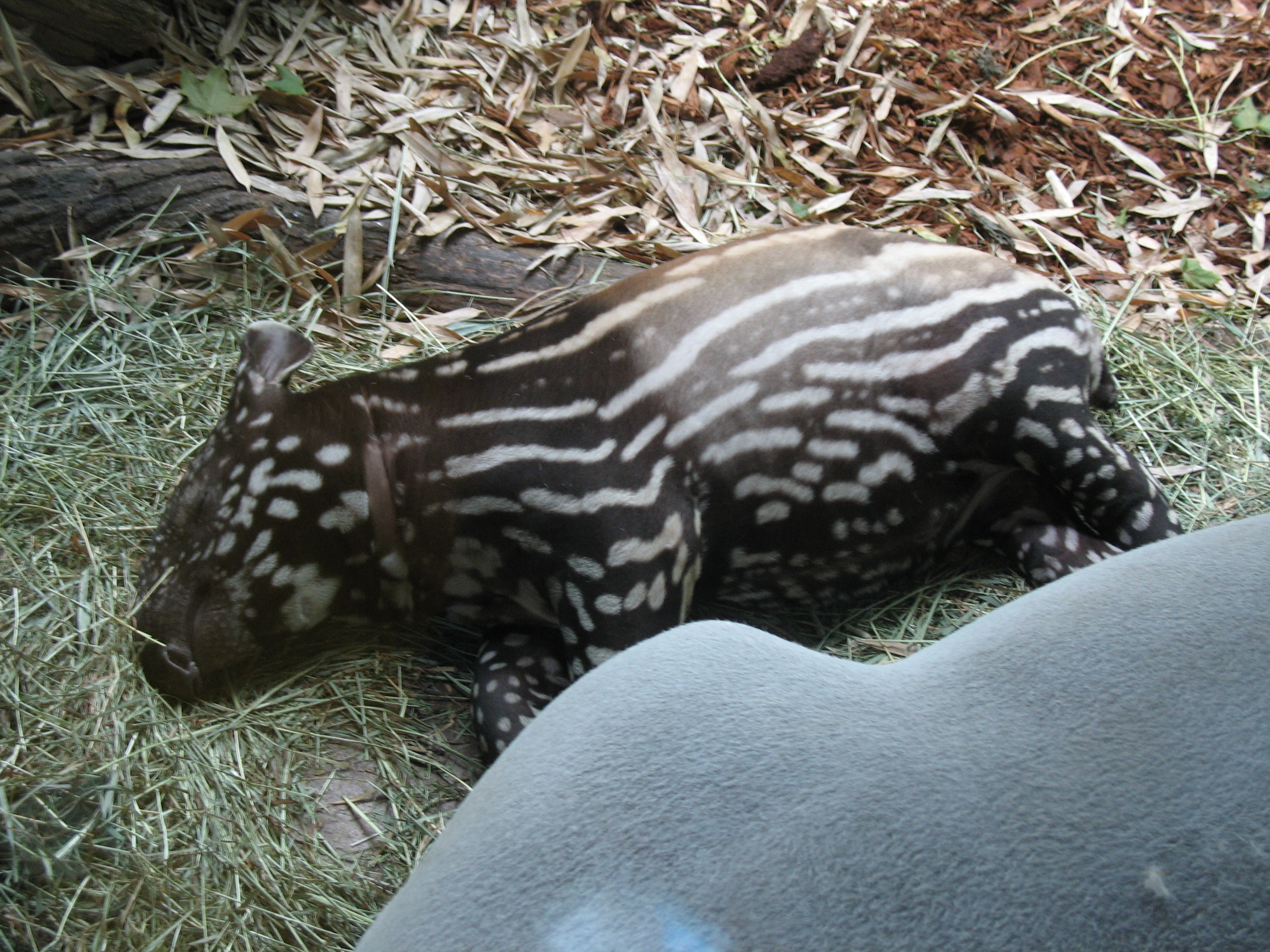
Młody osobnik tapira czaprakowego

Długość ciała (bez ogona) 250–300 cm, długość ogona krótsza niż 10 cm, wysokość w kłębie 100–130 cm; masa ciała 280–400 kg. Występuje dymorfizm płciowy – samice są większe i cięższe od 20 do 100 kg od samców. Tapir czaprakowy jest największym z czterech współcześnie żyjących gatunków tapirów; w rzeczywistości jest jednym z największych roślinożerców lasów deszczowych Azji Południowo-Wschodniej, a pod względem wielkości przewyższają go jedynie dzikie gatunki bydła, nosorożce i słonie. Tapiry czaprakowe są solidne i masywnie zbudowane, z zaokrąglonym ciałem z tyłu i zwężającym się z przodu oraz z wydatną, chwytną trąbą utworzoną przez wydłużony nos i górną wargę. Charakterystyczną cechą tapirów czaprakowych jest ich ubarwienie futra – dorosłe osobniki mają czarną przednią częścią ciała, z białymi bokami i czarnymi tylnymi nogami; biały kolor futra zaczyna się za przednimi nogami i rozciąga się przez tył do ogona i wyglądem przypomina czaprak. Tak kontrastowe ubarwienie tworzy zakłócający wzór, który zlewa zwierzę z otoczeniem i utrudnia drapieżnikom rozpoznanie go jako potencjalnej ofiary. Na Sumatrze i w Malezji za pomocą kamer-pułapek sfotografowane całkowicie czarne osobniki. Chociaż tapiry czaprakowe nie mają grzebienia spotykanego u tapirów amerykańskich, skóra z tyłu głowy i karku ma prawie od 2 do 3 cm grubości, prawdopodobnie w celu ochrony przed kłami drapieżników. Owalne, stojące uszy otacza białe futro. Oczy są małe, okrągłe i mało ruchliwe. Trąba tapira czaprakowego jest dłuższa i silniejsza niż u jego mezoamerykańskich krewnych. Tapiry czaprakowe mają cztery palce na przednich łapach i trzy na tylnych łapach, z których każdy kończy się kopytem. Czwarty palec każdej z przednich stóp nie dotyka ziemi, więc odciski stóp pokazują odciski trzech palców. Nowo narodzone i młode tapiry czaprakowe mają na futrze podłużne paski i blade plamy; biały „czaprak” zaczyna się pojawiać dopiero po około 70 dniach. Ostatnie resztki młodzieńczych pręg całkowicie znikają po około 5-6 miesiącach życia.

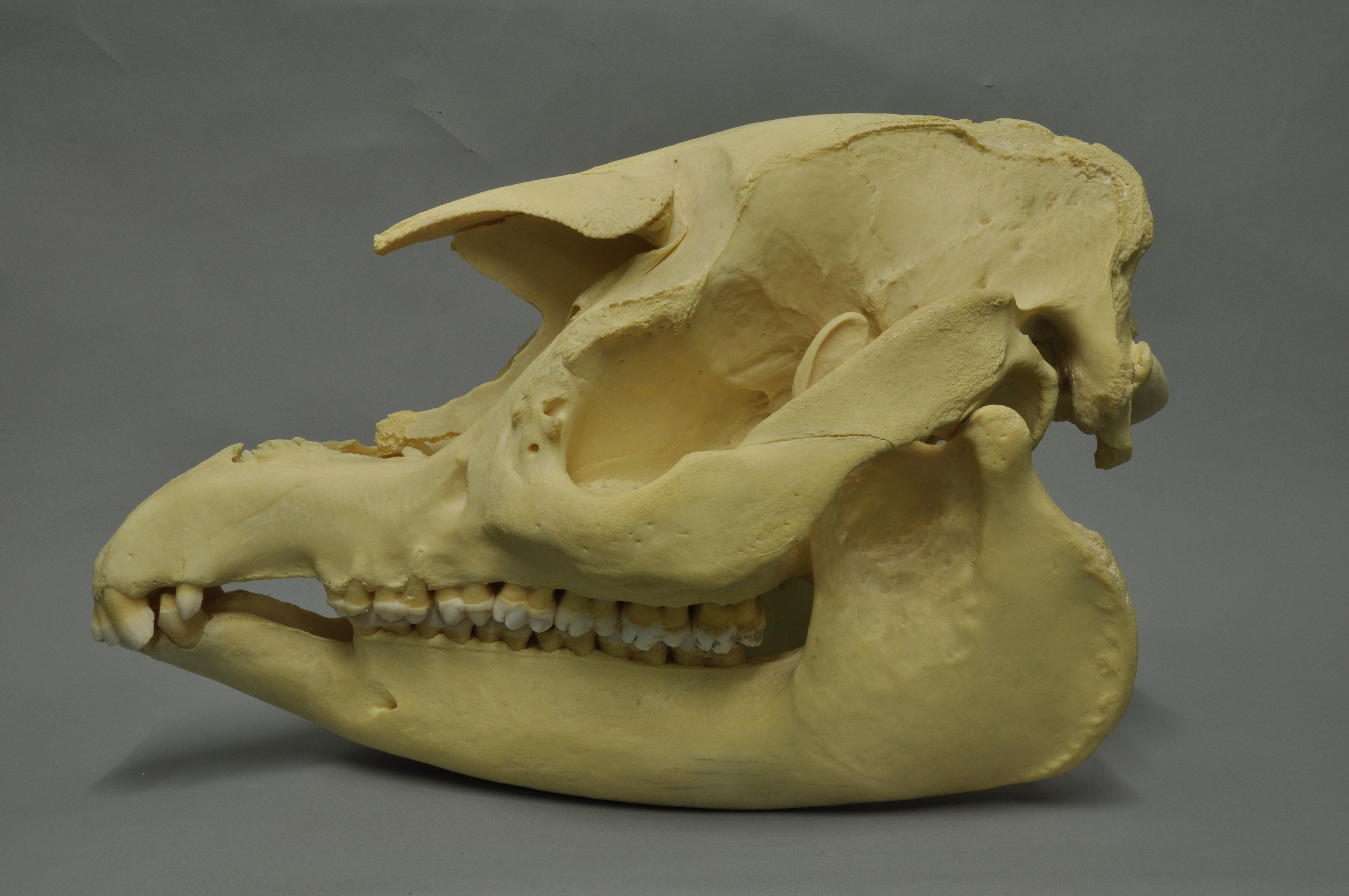
Czaszka tapira czaprakowego

Czaszka ma bardzo wysoką koronę; kości nosowe wyłaniają się wysoko ponad dno jamy nosowej; profil grzbietowy, od nosa do potylicy, jest prosty; górne linie skroniowe nie spotykają się, a znajdująca się między nimi płyta grzbietowa jest niska i szeroka; potylica jest szeroka i pionowa. Podobnie jak u gatunków z rodzaju Tapirus, chrzęstna przegroda nosowa jest mała i znajduje się w szczelinie pomiędzy dwoma szczękami. Wgłębienia grzbietowe nosa tworzą głębokie, szerokie kanały, które są przedłużone z powrotem do przednich kości jako para bocznych, spiralnych zwojów. Widoczny jest guzek czołowo-łzowy. Przednie zęby przedtrzonowe nie są dobrze wykształcone; górne zęby trzonowe mają szerokie przednie i tylne obręcze. Przednie końce kości przedszczękowych zakrzywiają się w dół, tak że siekacze zgryzają się na poziomie znacznie poniżej linii zgryzu zębów policzkowych.
Wzór zębowy u dorosłych tapirów to I {\displaystyle {\tfrac {3}{3}}} C {\displaystyle {\tfrac {1}{1}}} P {\displaystyle {\tfrac {4}{3}}} M {\displaystyle {\tfrac {3}{3}}} = 42.
W szkielecie stopy, przypuszczalny zalążek pierwszego śródstopia jest odchylony na boki, aby połączyć się z MtIV, jak również MtIII i zewnętrzną kością klinowatą.

## Inne
W zoo hodowany w XIX w., rozmnaża się w takich warunkach od 1897, gdy uzyskano pierwszy na świecie poród we wrocławskim zoo.